# وانغاري
وانغاري (بالماورية: [ɸaŋaːˈɾɛi])، هي مدينة واقعة في أقصى شمال نيوزيلندا، وتُعد أكبر تجمّع سكاني في إقليم نورثلاند. وهي جزء من منطقة وانغاري، التي تأسست عام 1989 بعد دمج مجالس مدينة وانغاري، ومقاطعة وانغاري، وبلدة هيكورانغي، بهدف إدارة المدينة والمناطق المحيطة بها.
قُدّر عدد سكان المدينة بحوالي 56,100 نسمة في يونيو 2024، بزيادة عن 47,000 نسمة في عام 2001.